# 1966–1967-es olasz labdarúgókupa
Az 1966–1967-es olasz labdarúgókupa az olasz kupa 20. kiírása. A kupát a Milan nyerte meg története során először.

## Eredmények

### Első forduló
| 1. csapat   | Eredmény  | 2. csapat          |
| ----------- | --------- | ------------------ |
| Alessandria | 0–1       | Torino             |
| Arezzo      | 1–0       | Cagliari           |
| Catania     | 0–1       | Lazio              |
| Catanzaro   | 1–3       | Foggia             |
| Livorno     | 0–0 (hu.) | Lanerossi Vicenza1 |
| Modena1     | 1–1 (hu.) | SPAL               |
| Novara      | 1–4       | Lecco              |
| Padova      | 2–1 (hu.) | Venezia            |
| Palermo1    | 2–2 (hu.) | Roma               |
| Pisa        | 0–3       | Milan              |
| Reggiana    | 1–0 (hu.) | Mantova            |
| Reggina     | 0–1 (hu.) | Messina            |
| Salernitana | 1–0 (hu.) | Potenza            |
| Sampdoria   | 1–0       | Genoa              |
| Savona      | 0–1 (hu.) | Juventus           |
| Varese      | 4–1       | Atalanta           |
| Verona      | 1–0       | Brescia            |

1A Vicenza, a Modena és a Palermo sorsolással jutott tovább.

### Kvalifikáció
| 1. csapat | Eredmény | 2. csapat |
| --------- | -------- | --------- |
| Reggiana  | 1–0      | Verona    |

### Második forduló
| 1. csapat | Eredmény       | 2. csapat         |
| --------- | -------------- | ----------------- |
| Foggia    | 0–3            | Lanerossi Vicenza |
| Juventus  | 3–0            | Arezzo            |
| Lazio     | 0–2            | Lecco             |
| Milan     | 5–2            | Modena            |
| Padova    | 3–2            | Palermo           |
| Sampdoria | 1–0            | Salernitana       |
| Torino    | 4–0            | Messina           |
| Varese    | 1–1 (Te.: 6-5) | Reggiana          |

### Harmadik forduló
| 1. csapat | Eredmény       | 2. csapat         |
| --------- | -------------- | ----------------- |
| Juventus  | 5–2 (hu.)      | Lanerossi Vicenza |
| Milan     | 4–2            | Torino            |
| Padova    | 3–0            | Varese            |
| Sampdoria | 0–0 (Te.: 4-5) | Lecco             |

### Negyeddöntő
A fordulóban csatlakozó csapatok: Bologna, Fiorentina, Internazionale, Napoli.
| 1. csapat      | Eredmény       | 2. csapat  |
| -------------- | -------------- | ---------- |
| Bologna        | 0–0 (Te.: 4-5) | Juventus   |
| Internazionale | 1–0            | Fiorentina |
| Lecco          | 1–2            | Milan      |
| Padova         | 2–1 (hu.)      | Napoli     |

### Elődöntő
| 1. csapat | Eredmény  | 2. csapat      |
| --------- | --------- | -------------- |
| Juventus  | 1–2 (hu.) | Milan          |
| Padova    | 3–2       | Internazionale |

### Döntő
| 1967. június 14. | Milan        | 1 - 0 | Padova | Stadio Olimpico, Róma Nézőszám: – Játékvezető: Mario Bernardis |
| 1967. június 14. | Amarildo 49' | (1–0) |        | Stadio Olimpico, Róma Nézőszám: – Játékvezető: Mario Bernardis |

| Az 1966–1967-es olasz labdarúgókupa győztese: |
| --------------------------------------------- |
| Milan 1. cím                                  |